# پنتک
پنتک، (به انگلیسی: Pantech) شرکت مخابراتی کره‌ای است، که در زمینه تولید تلفن‌های همراه فعالیت می‌کند و هم‌اکنون پس از شرکت سامسونگ و ال‌جی ، سومین تولیدکننده دستگاه‌های موبایل در کره جنوبی است.
شرکت پنتک در سال ۱۹۹۱ توسط بیونگ-یئوپ پارک راه‌اندازی شد و در حال حاضر دارای عملیات در ایالات متحده آمریکا، ژاپن، جمهوری خلق چین و اروپا می‌باشد.
دفتر مرکزی این شرکت در شهر سئول، کره جنوبی قرار دارد. فعالیت اصلی شرکت پنتک در بازار ایالات متحده تولید تلفن همراه برای دو اپراتور بزرگ این کشور؛ ای‌تی اند تی موبیلیتی و ورایزن وایرلس به‌شمار می‌آید.